# Выборы в Всесоюзный съезд Советов (1929)
Безальтернатнвые выборы на V-й всесоюзный съезд Советов прошли в мае 1929 года, на котором было избрано или делегировано 1656 депутата.

## Ход выборов
Де-факто, выборы представляли собой делегацию членов от автономных правительств красных сил, которые представляли интересы своего правительства и автономии на съезде.
Выборы отличились особым ходом внутрипартийной борьбы, а соответственно политической оппозицией и некоторыми откровенными нарушениями избирательного процесса. Так, с одной стороны левая оппозиция продавливала выдвижение своих кандидатов взамен выдвинутых официально ВКП(б), а с другой стороны — церковниками, которые стремились также получить влияние на съезд через беспартийных кандидатов. Обострял процесс и продолжающаяся антисоветская агитация, а также крестьянские выступления, где требовали создание крестьянских советов наравне с профсоюзными организациями. В городе тоже было неспокойно — горожане и некоторые чиновники выражали яркое возмущение тем, что чиновничество и правительство всех уровней фактически стало привилегированным классом. Этнические конфликты в СССР и выделение финансов Коминтерну также были проблемами, которые активно педалировали независимые кандидаты. Были проведены марши против официальных кандидатов, а в некоторых районах провинции коммунистические чиновники подвергались физическому нападению.
Многие крестьяне были крайне недовольны и раздражены действующей дискриминационной избирательной системой, требуя изменения конституции и учреждение равных, свободных выборов, что приводило к критически низкой явке и постоянным перевыборам.

## Итог выборов
| V-ый всесоюзный съезд советов         |                                                     |        |        |       |       |       |
| Партия                                | Партия                                              | Голоса | Голоса | Места | Места | Места |
| Партия                                | Партия                                              | No.    | %      | До    | После | +/–   |
|                                       | Всесоюзная коммунистическая партия (большевиков)    | —      | 70,16  | 1162  | 1196  | ▲34   |
|                                       | Беспартийные                                        | —      | 27,59  | 441   | 457   | ▲16   |
|                                       | Всесоюзный ленинский коммунистический союз молодёжи | —      | 2,25   | —     | 3     | ▬     |
|                                       |                                                     |        |        |       |       |       |
| Действительных голосов                | Действительных голосов                              | —      | —      | —     | —     | —     |
| Недействительных голосов              | Недействительных голосов                            | —      | —      | —     | —     | —     |
| Всего                                 | Всего                                               | —      | 100.00 | 1603  | 1656  | ▲53   |
| Зарегистрированных избирателей / Явка | Зарегистрированных избирателей / Явка               | —      | —      | —     | —     | ▬     |